# Косолапов, Валентин Иванович
Валентин Иванович Косолапов (1919—1983) — советский военный лётчик. Участник Великой Отечественной войны, Герой Советского Союза (1946). Подполковник.

## Биография
Родился 12 ноября 1919 года в рабочем посёлке Надеждинск Верхотурского уезда Екатеринбургской губернии (ныне — город Серов Свердловской области) в семье рабочего. Отец мальчика умер ещё до его рождения, и Валентин Иванович оказался в приёмной семье. С новыми родителями он переехал на Алтай, в рабочий поселок Тальменка. После окончания 10 классов средней школы поступил в Пермскую военную авиационную школу пилотов, которую окончил в 1939 году.
В 1940 году поступил в Военно-воздушную академию. Одновременно учился в студии живописи имени В. И. Сурикова. После окончания командно-штурманского факультета академии в марте 1943 года лейтенант В. И. Косолапов был направлен на фронт. В годы войны Валентин Иванович сражался на самолетах У-2, Р-5 и ИЛ-2.
Боевой путь лейтенант В. И. Косолапов начал в ночной бомбардировочной авиации. В марте — апреле 1943 года воевал на Воронежском фронте, в августе -декабре 1943 года — на Брянском и 2-м Прибалтийском фронтах. На самолётах У-2 и Р-5 за это время Валентин Иванович произвёл 71 ночной боевой вылет и нанёс существенный урон врагу. Наиболее ярким эпизодом его боевой работы в этот период стало участие в Орловской операции Курской битвы. 12 августа 1943 года В. И. Косолапов вылетел на бомбардировку немецкого аэродрома Олсуфьево, где базировалась немецкая бомбардировочная авиация. Противник для защиты аэродрома создал мощную систему ПВО. В Олсуфьево немцы установили большое количество зенитных орудий различного калибра, с воздуха его прикрывали немецкие истребители, а для борьбы с ночными бомбардировщиками аэродром был оснащён мощными прожекторами. Тем не менее, Валентин Иванович сумел прорваться к цели и точным бомбовым ударом поразил руливший на взлёт Ю-88. Почти сразу У-2 лейтенанта Косолапова был атакован двумя истребителями Ме-110, но благодаря отличной технике пилотирования Валентин Иванович вывел свой самолёт из-под удара, и в условиях ночи снизившись до бреющего полёта, ускользнул от врага. Ночью 18 августа 1943 года по заданию командования лейтенант Косолапов вылетел на бомбардировку железнодорожного узла Брянск, где разгружался немецкий эшелон с подошедшими резервами. Погода была нелётная, но ни сильный ливень, ни низкая облачность, ни плотный зенитный огонь противника не помешали лётчику точно выйти на цель и бомбовым ударом поджечь эшелон.
Осенью 1943 года лейтенант В. И. Косолапов сражался в небе Белоруссии, совершая ночные боевые вылеты на бомбардировку войск противника на полоцком и невельском направлениях. При выполнении боевого задания ночью 24 ноября 1943 года в районе Невеля его самолёт попал под сильный зенитный огонь. Валентин Иванович получил ранение в левую руку и голову. Тяжело был ранен и его штурман. Но это не помешало Косолапову сбросить бомбовую нагрузку на немецкие позиции, а затем привести плохо управляемый самолёт на свой аэродром. После посадки лётчик и его штурман были эвакуированы в госпиталь.
После излечения В. И. Косолапов прошёл переобучение на штурмовике Ил-2, получил звание старшего лейтенанта и летом 1944 года был направлен на 1-й Прибалтийский фронт, где с 22 июня 1944 года приступил к боевой работе в должности заместителя командира эскадрильи 594-го штурмового авиационного полка 332-й штурмовой авиационной дивизии 3-й воздушной армии. В этой должности Валентин Иванович участвовал в Витебско-Оршанской, Полоцкой и Шяуляйской операциях стратегической операции «Багратион». В ходе освобождения Белоруссии и Прибалтики лётчики полка выполняли боевые задачи по штурмовке переднего края обороны противника и его ближайших резервов. В ходе боёв старший лейтенант Косолапов неоднократно демонстрировал образцы мужества и отваги. Прорываясь сквозь плотный зенитный огонь, он всегда выходил на цель и выполнял поставленную боевую задачу. Так, 29 июня 1944 года при штурмовке вражеской колонны юго-западнее Полоцка один из моторов Ил-2 Валентина Ивановича был повреждён огнём зенитной артиллерии. На одном моторе он сделал два захода на цель, после чего благополучно посадил самолёт на ближайший советский аэродром. Когда врагу удалось задержать продвижение наземных войск у Зелёного Городка на штурмовку позиций немецкой артиллерии была направлена группа штурмовиков под командованием старшего лейтенанта Косолапова. Прорвавшись через плотный зенитный огонь, советские штурмовики тремя заходами подавили огонь артиллерийских и миномётных батарей противника, дав возможность наземным частям овладеть опорным пунктом немецкой обороны.
На старшего лейтенанта В. И. Косолапова как заместителя командира эскадрильи была возложена обязанность по обучению лётного состава технике пилотирования, прицельному бомбометанию и тактике ведения штурмовок и воздушного боя. Проводить обучение лётчиков-штурмовиков Валентину Ивановичу приходилось непосредственно в боевой обстановке. Из 30 совершённых Косолаповым в этот период вылетов, в 16-ти он был ведущим групп штурмовиков по 6-12 самолётов. Будучи мастером бомбовых ударов, Валентин Иванович при атаке вражеских колонн всегда брал на себя роль лидера, наносившего первый удар. Например, 29 июля 1944 года группа Косолапова атаковала немецкую колонну в районе Панямунелис. Точным прицельно-бомбовым ударом Валентин Иванович поразил головные машины колонны, создав на шоссе пробку. В результате последовавшей штурмовки группа Косолапова уничтожила до 25 автомашин с войсками и грузами и до 20 повозок с военным имуществом.
Группы штурмовиков под командованием старшего лейтенанта В. И. Косолапова постоянно сталкивались с противодействием вражеских истребителей, но за счёт правильной организации воздушного боя и хорошей тактической выучки советских лётчиков атаки немецких самолётов не достигали цели. За время боевых операций в Белоруссии и Прибалтике группы Косолапова не потеряли ни одного самолёта. При этом только экипаж Валентина Ивановича сбил 4 истребителя неприятеля.
В сентябре 1944 года В. И. Косолапов был произведён в капитаны и назначен на должность командира 1-й эскадрильи 594-го штурмового авиационного полка. Под его командованием в ходе Рижской и Мемельской операций его эскадрилья неоднократно оказывала реальную помощь наземным войскам при прорыве сильно укреплённых и глубоко эшелонированных рубежей противника.
В конце 1944 года 322-я штурмовая авиационная дивизия была передана 2-му Белорусскому фронту и вошла в состав 4-й воздушной армии. Незадолго до этого эскадрилья капитана В. И. Косолапова на 75 % была укомплектована молодыми лётчиками, вчерашними выпускниками лётных училищ. В короткое время непосредственно в боевой обстановке Валентин Иванович сумел превратить своё подразделение в сплочённый боеспособный коллектив, который мог решать любые поставленные перед ним задачи. Уже в ходе Млавско-Эльбингской операции лётчики эскадрильи показали хорошие результаты. Особенно отличились во время Восточно-Померанской операции при прорыве немецкой обороны в районе Грауденца, на подступах к Гдыне и Данцигу. Валентин Иванович лично водил группы Ил-2 своей эскадрильи в бой, совершив за время операции 54 боевых вылета. Высокую точность штурмовых ударов 1-я эскадрилья 594-го штурмового авиационного полка продемонстрировала при уничтожении плавсредств противника в устье Вислы. Лично капитан Косолапов в период с 25 по 31 марта 1945 года потопил одну самоходную баржу и ещё на двух баржах вызвал пожары. Здесь в Померании Валентин Иванович и завершил свой боевой путь, совершив последние боевые вылеты на штурмовку военно-морской базы противника Свинемюнде во время Берлинской операции.
Всего за время участия в боевых действиях В. И. Косолапов произвёл 177 успешных боевых вылетов, в том числе 71-ночной на самолётах У-2 и Р-5 и 166 — на Ил-2. В ходе штурмовок его экипажем уничтожено 24 танка противника, 51 зенитное орудие, 2 бронетранспортёра, 4 минометных батареи, 32 орудия полевой артиллерии, 3 склада с боеприпасами, 2 склада с горючим, 1 баржа, 1 паровоз, 12 железнодорожных вагонов, 117 автомашин, 87 повозок с грузом, 9 казарм, 2 самолёта в воздухе и 6 на земле. Кроме того в составе группы В. И. Косолаповым потоплено два немецких морских транспорта. 14 июня 1945 года командир 332-й штурмовой авиационной дивизии полковник М. И. Тихомиров представил капитана Косолапова Валентина Ивановича к званию Героя Советского Союза. Указ Президиума Верховного Совета СССР был подписан 15 мая 1946 года.
После войны В. И. Косолапов продолжал службу в военно-воздушный силах СССР до 1946 года. В запас он уволился в звании подполковника. Вернувшись на Алтай, Валентин Иванович служил в органах государственной безопасности. В 1954 году он окончил исторический факультет Барнаульского педагогического института. В 1960 году по состоянию здоровья Валентин Иванович уволился в из КГБ. С 1961 года жил в городе Туапсе. Работал начальником отдела писем в газете «Ленинский путь». В 1974 году он был назначен директором Туапсинского историко-краеведческого музея имени Н. Г. Полетаева. По инициативе и непосредственном участии Валентина Ивановича в Туапсе появился мемориальный комплекс «Горка Героев», а в руководимом им музее была организована экспозиция, посвящённая Туапсинской оборонительной операции.
Умер Валентин Иванович в 38-ю годовщину Дня Победы — 9 мая 1983 года. Похоронен в Туапсе.

## Награды
- Медаль «Золотая Звезда» (15.05.1946).
- Орден Ленина (15.05.1946).
- Орден Красного Знамени — дважды (20.07.1944; 30.03.1945).
- Орден Александра Невского (22.05.1945).
- Орден Отечественной войны 1-й степени (03.09.1944).
- Орден Красной Звезды (1952)[3]
- Медали.

## Память
- Имя Героя Советского Союза В. И. Косолапова увековечено на мемориале Славы в городе Барнауле.
- Мемориальная доска в честь Героя Советского Союза В. И. Косолапова установлена в Туапсе по адресу: ул. Шаумяна, 34.

## Документы
- Общедоступный электронный банк документов «Подвиг Народа в Великой Отечественной войне 1941—1945 гг.» Архивировано 13 марта 2012 года.

Герой Советского Союза. Архивировано 27 мая 2013 года.
Орден Красного Знамени (1944). Архивировано 27 мая 2013 года.
Орден Красного Знамени (1945). Архивировано 27 мая 2013 года.
Орден Александра Невского. Архивировано 27 мая 2013 года.
Орден Отечественной войны 1-й степени. Архивировано 27 мая 2013 года.